# Kusra
Kusra (arab. ‏قصرة‎, Quṣra) – wieś w Palestynie, w muhafazie Nablus. Według danych szacunkowych Palestyńskiego Centralnego Biura Statystycznego w 2016 roku miejscowość liczyła 5311 mieszkańców.